# Guardbridge
Guardbridge är en ort i Storbritannien.   Den ligger i nordöstra Fife på den skotska östkusten, ca 5 km väster om St Andrews och ca 2 km söder om Leuchars. Guardbridge är belägen vid floden Edens mynning, och längs väg A91 från St Andrews till Stirling. Guardbridge ligger 1 meter över havet och antalet invånare är 627.
Namnet kommer av en bro över Eden som anlades på 1400-talet av biskop Henry Wardlaw, som även grundade Saint Andrews universitet. Det har dock inget med Guard (vakt) att göra utan är en anglisering av lågskotskans Gaire eller franskans Gare.
1810 grundades ett whiskydestilleri i Guardbridge av William Haig, men det byggdes senare om till ett pappersbruk som till slut lades ner 2008.
Från 1852 hade Guardbridge en hållplats för tågen till och från St Andrews, men det sista tåget stannade där 1965 och järnvägen lades ner 1969. Idag finns närmsta järnvägsstation i Leuchars, 2 km norrut.
Terrängen runt Guardbridge är platt. En vik av havet är nära Guardbridge österut. Runt Guardbridge är det ganska tätbefolkat, med 172 invånare per kvadratkilometer. Närmaste större samhälle är Dundee, 12,9 km norr om Guardbridge. Trakten runt Guardbridge består till största delen av jordbruksmark.
Klimatet i området är tempererat. Årsmedeltemperaturen i trakten är 7 °C. Den varmaste månaden är juli, då medeltemperaturen är 14 °C, och den kallaste är januari, med 0 °C.